# Aluminate de lithium
L'aluminate de lithium est un composé chimique de formule LiAlO2. Il s'agit d'un solide blanc insoluble dans l'eau. Sa phase γ normale présente une structure cristalline tétragonale dans le groupe d'espace P41212 (no 92). Il existe également un polymorphe α ayant une structure cristalline trigonale dans le groupe d'espace R3m (no 166) semblable à celle du bifluorure de sodium (en) NaHF2. Le système Li2O-Al2O3 contient, outre Li2O·Al2O3 décrit dans cet article, les composés Li5AlO4 (5 Li2O·Al2O3) et LiAl5O8 (Li2O·5 Al2O3).
On peut obtenir de l'aluminate de lithium en faisant réagir de l'oxyde d'aluminium Al2O3 avec du carbonate de lithium Li2CO3 à une température de 870 à 970 K. La phase γ peut être obtenue de manière irréversible par frittage de la phase α à 1 350 °C. Il est également possible d'utiliser un procédé sol-gel à partir de chlorure d'aluminium AlCl3 et de carbonate de lithium, ou de partir d'une solution d'hydroxyde de lithium LiOH avec de la boehmite γ-AlO(OH) et de procéder à une évaporation suivie d'une calcination à 900 °C.
L'aluminate de lithium est utilisé comme support inerte pour électrolyte dans les piles à combustible à carbonate fondu, dans lesquelles les électrolytes peuvent être un mélange de carbonate de lithium, de carbonate de potassium K2CO3 et de carbonate de sodium Na2CO3. Il est également utilisé comme substrat pour les semiconducteurs en nitrure de gallium GaN,. Le polymorphe γ a été étudié pour la génération de tritium destiné à des réacteurs de fusion nucléaire,. Cette phase présente une stabilité à la fois thermique, physique, mécanique et radiologique qui la rend intéressante pour les applications nucléaires.